# Adnan Čustović
Adnan Čustović, né le 16 avril 1978 à Mostar, est un joueur de football international bosnien reconverti comme entraineur. Il évoluait au poste d'attaquant.

## Biographie

### Enfance et débuts

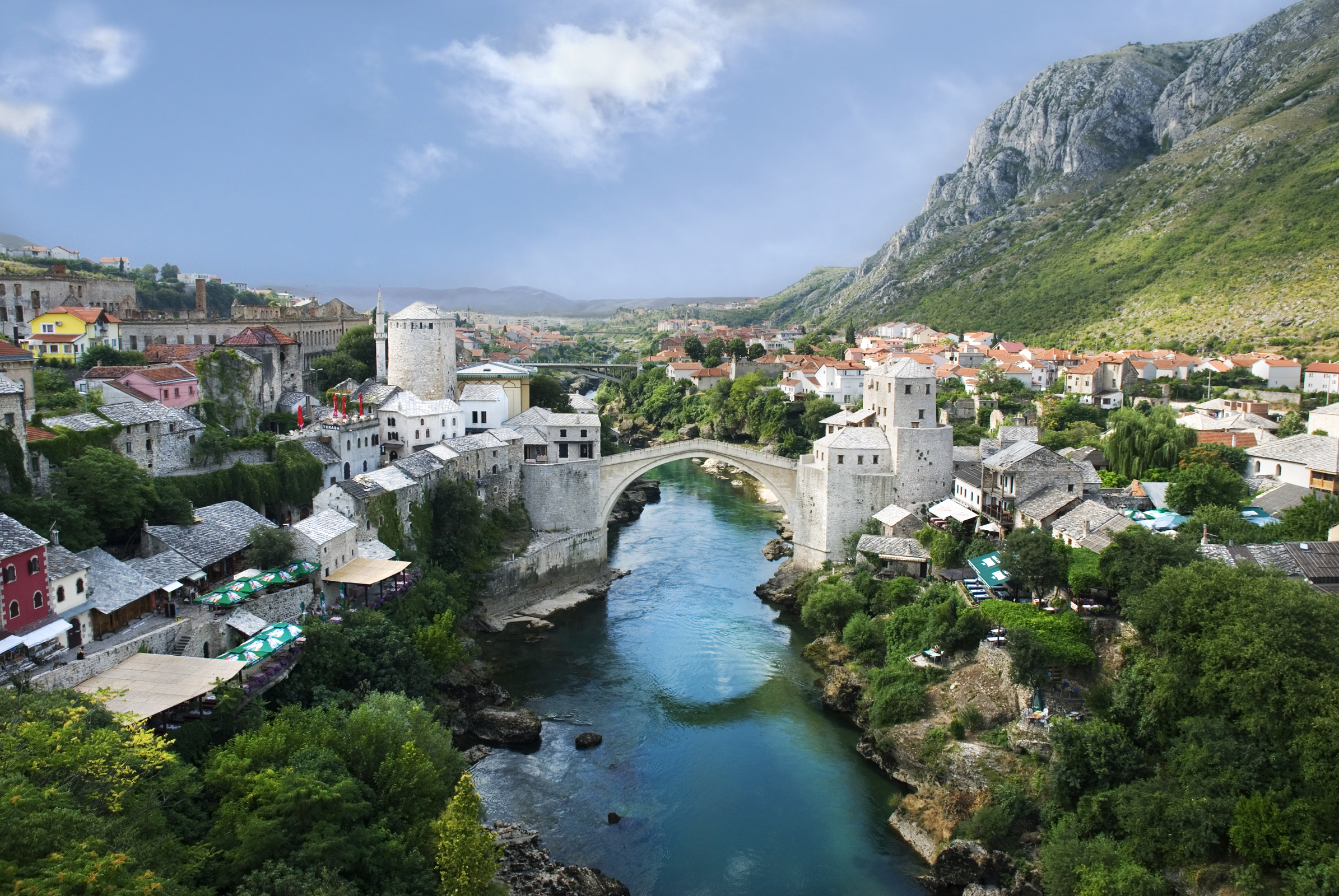
Originaire de Mostar, Čustović doit quitter son pays pendant la guerre.

Adnan Čustović nait en Bosnie de parents professeurs. Son père enseigne l'histoire-géographie et sa mère le serbo-croate. Il a treize ans lorsqu'il signe sa première licence dans un club. Il est repéré par le Velež Mostar lors d'un tournoi inter-quartiers.
En 1992 la Bosnie est en pleine guerre et l'immeuble où il habite est touché par une bombe. Il se réfugie en Slovénie où il vit pendant quatre ans dans un camp de réfugiés avec sa famille, qui retourne au pays après la guerre. Čustović reste en Slovénie pour poursuivre des études d'ingénieur civil à l'université de Ljubljana et jouer au football dans des clubs amateurs avant d'arriver au SK Triglav Kranj, un club professionnel où il est champion national en U18.

### Carrière de joueur

#### Carrière en club
Il fait ses débuts à 19 ans dans l'équipe première du SK Triglav en Slovénie avant d'être convié à faire un test en France au Havre AC. Il y signe pour quatre ans en 1998. Il inscrit son unique but en D1 face à Fabien Barthez. À cause de blessures et du manque de confiance qu'on lui témoignait, il n'a jamais véritablement eu sa chance en trois ans et demi au Havre.
Il rejoint le Stade lavallois en 2002 après un essai concluant. Sa première saison se passe bien avec neuf buts inscrits, mais il joue moins lorsque Francis Smerecki, qui l'avait écarté au Havre, arrive à Laval. À l'issue de la saison, il se retrouve sans club et s'entraîne avec l'UNFP avant de rejoindre l'Amiens SC.
Après un nouveau passage par le stage estival de l'UNFP en 2005, il rejoint la Belgique où il jouera pendant neuf années dans les clubs du Royal Excelsior Mouscron, KAA La Gantoise, Germinal Beerschot, Mouscron Peruwelz et RFC Tournai. Il met un terme à sa carrière en 2014 et devient entraîneur.

#### Parcours international
Il a fait ses débuts en équipe nationale contre la Norvège le 24 mars 2007. Le 2 juin 2007, il a vécu son premier grand moment international en marquant contre la Turquie le but décisif à la 89e minute sur un corner de Mirko Hrgović. Il obtiendra au total cinq capes avec l'équipe de Bosnie.

## Clubs
- 1991-1996 : FK Velež Mostar ( Bosnie-Herzégovine)
- 1996-1998 : SK Triglav ( Slovénie)
- 1998-2002 : Le Havre AC ( France)
- 2002-2004 : Stade lavallois ( France)
- 2004-2005 : Amiens SC ( France)
- 2005-2008 : Royal Excelsior Mouscron ( Belgique)
- 2008-2010 : La Gantoise ( Belgique)
- 2010-2011 : Germinal Beerschot Anvers ( Belgique)
- Janv. 2012-Juin 2012 : Royal Mouscron-Peruwelz ( Belgique)
- 2012-2014 : RFC Tournai ( Belgique)

## Palmarès
- Finaliste de la Coupe de Belgique de football 2005-2006 avec le Royal Excelsior Mouscron.
- Coupe de Belgique 2010 avec La Gantoise.
- Vice-champion de Belgique en 2010 avec La Gantoise.
- Champion de Belgique de D3 en 2012 avec le Royal Mouscron Peruwelz